# Fokaia
Fokaia (grekiska: Φώκαια, latin: Phocaea) var en forngrekisk betydande handelsstad i Jonien, på Mindre Asiens västkust, inte långt från Smyrna. I närheten av lämningarna efter den gamla staden ligger den moderna turkiska staden Foça.

## Geografi
Fokaia var den nordligaste av de joniska städerna, mot gränsen till Aiolis. Den låg vid floden Hermos (nuvarande Gediz) mynning, på halvön som skilde Kymebukten i norr från Smyrnabukten i söder. Staden hade två goda hamnar, Naustathmus och Lampter. Utanför Lampter låg en liten ö vid namn Bakchion, bebyggd med tempel och praktfulla byggnader.

## Historia

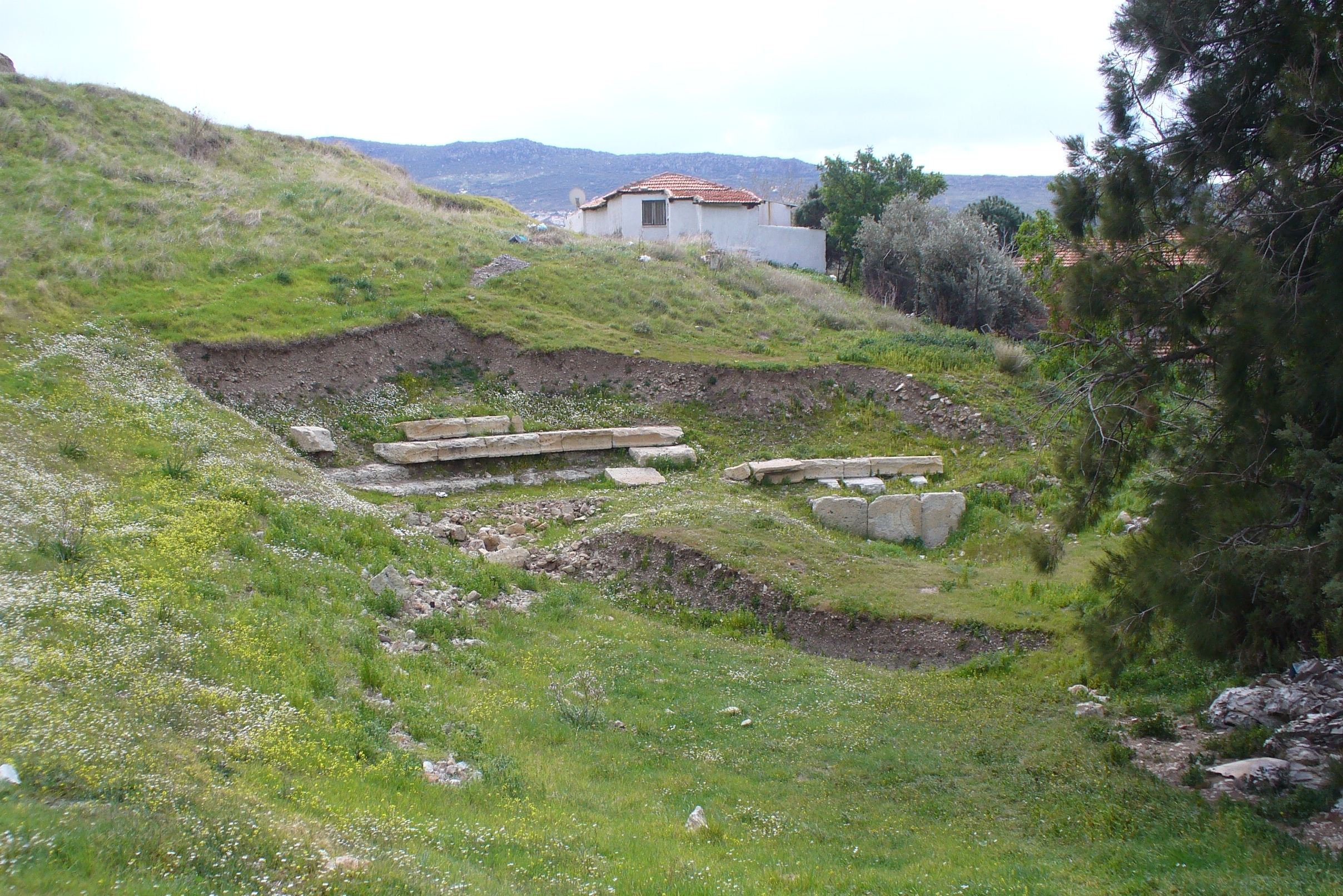
Ruiner av en teater i Fokaia

Den antika grekiska geografen Pausanias hävdar att Fokaia grundades av emigranter från Fokis under ledning av två atenare, Filogenes och Damon, på land som de fått av Kyme, och att de togs upp i det joniska förbundet efter att de erkänt en kungaätt som härstammade från den atenske kungen Kodros. Keramikfynd tyder på aiolisk närvaro så sent som på 800-talet f.Kr., och jonisk närvaro så tidigt som mot slutet av 800-talet f.Kr. Utifrån detta kan man uppskatta tiden för Fokaias grundande.
Fokaias läge och två förträffliga hamnar inbjöd till sjöfart, och dess invånare sägs ha varit de första greker som företog långväga sjöresor, bland annat därför att staden saknade odlingsbar mark. Fokaierna var först med skeppstypen femtioroddare, och enligt Herodotos var det de som upptäckte Adriatiska havet, Tyrsenien, Iberien och Tartessos. Vidare lär de ha blivit så goda vänner med Tartessos kung Argantonios att han bjöd in dem att slå sig ned i hans land, men när de nekade gav han dem i stället medel för att bygga en mur runt sin stad för att skydda dem mot mederna. De handlade även förmodligen med den grekiska kolonin Naukratis i Egypten, som hade koloniserats av Fokaias granne Miletos. Fokaia, som ursprungligen varit en koloni till Aten, grundade själv en stor mängd kolonier. De var förmodligen inblandade i grundandet av Amisos (nuvarande Samsun) vid Svarta havet och Lampsakos vid Hellesponten, men deras främsta kolonier fanns i väst. Den mest berömda av dessa är Massilia (nuvarande Marseille) i Gallien (grundad ca 600 f.Kr.) Andra kolonier som grundades av Fokaia är bland andra Emporion (nuvarande Empúries i Katalonien i Spanien) år 575 f.Kr., Alalia (nuvarande Aléria på Korsika) ca 565 f.Kr. och Elea (nuvarande Velia i Kampanien i Italien) år 540 f.Kr. Fokaier seglade på 500-talet f.Kr. förbi Gibraltar sund, tog sig så långt söderut som till Senegalfloden och så långt norrut som Britannien.

### Lydisk och persisk erövring
Fokaia höll sig självständigt tills den lydiske kungen Kroisos (cirka 560–545 f.Kr.) invaderade hela det joniska fastlandet. År 546 f.Kr. invaderade sedan Kyros den store av Persien Lydien och alla dess joniska områden i ett av de inledande krigen i Perserkrigen.
Herodotos berättar att den persiske fältherren Harpagos belägrade Fokaia, och bad dem att bara riva ett enda bröstvärn i sin mur och helga ett hus åt kungen Kyros. Fokaierna bad om en dags betänketid, men de ville inte leva som persernas undersåtar och lastade i stället ombord allt de ägde i sina skepp och seglade till Chios. Av Chios ville de köpa ögruppen Oinousses, men då de fick nej seglade de vidare till Kyrnos (dagens Korsika), där de tjugo år tidigare på grund av ett orakelsvar från Pythia hade grundat kolonin Alalia. Först åkte de dock tillbaka till Fokaia och gjorde ner de perser som under tiden besatt staden, och svor att aldrig mer återvända till staden. Mer än hälften av befolkningen ångrade sig emellertid på vägen till Kyrnos och vände tillbaka.

#### Fokaierna på Kyrnos
Enligt Herodotos bodde fokaierna på Kyrnos i fem år, och levde på att plundra sina grannar. Då slog sig tyrsener och kartager samman och mötte med sextio skepp fokaiernas sextio skepp i ett sjöslag i det Sardoniska havet. Fokaierna vann slaget, men det var en kadmeisk seger, eftersom de förlorade merparten av sina skepp, och de resterande tjugo blev svårt skadade. De kvarvarande fokaierna hämtade sina hustrur och barn i Alalia och seglade vidare till Region.
Från Region fortsatte fokaierna vidare till landet Oinotrie, där de år 540 f.Kr. grundade staden Elea. De återvände aldrig till Kyrnos, eftersom de av en man från Poseidonia fått berättat för sig att den pytiska prästinnan i sin spådom menat halvguden Kyrnos, inte ön med samma namn.

### Joniska upproret och deliska förbundet
År 500 f.Kr. gick Fokaia med i det joniska upproret mot Persien. Fokaiern Dionysios ledde den joniska flottan i det avgörande slaget vid Lade år 494 f.Kr. Fokaia kunde emellertid självt bara uppbåda tre skepp av de sammanlagt 353 skepp som jonerna hade. Den joniska flottan besegrades och upproret tog slut kort därefter. Efter att grekerna besegrat Xerxes perser år 480 f.Kr., och Atens makt blev allt större, gick Fokaia med i det deliska förbundet och betalade Aten två talenter i tribut. År 412 f.Kr., under det Peloponnesiska kriget, revolterade Fokaia tillsammans med det övriga Jonien med Spartas hjälp mot Aten. Efter Antalkidas fred som avslutade det korintiska kriget år 367 f.Kr. återgick staden nominellt i persiska händer.
År 343 f.Kr. försökte fokaierna inta Kydonia på Kreta, men misslyckades.

### Hellenistisk och romersk tid

Grekland under hellenistisk tid, cirka 200 f.Kr.

Under den hellenistiska perioden hamnade staden först under seleukidernas styre, därefter under attalidernas i Pergamon. När seleukiderna under Antiochos den store år 190 f.Kr. hamnade i krig mot Rom och Pergamon, tog Fokaia seleukidernas parti, och slog under romarnas belägring av staden tillbaka dem så hårt att den romerske praetorn Lucius Aemilius Regillus tvingades dra tillbaka sina trupper och be fokaierna att inte ta kriget så allvarligt. Aemilius rasande trupper drog nytta av den vapenvila som följde, och intog och plundrade staden. Efter att fokaierna år 132 f.Kr. deltagit i en revolt mot romarna ledd av Aristonikos av Pergamon, bestämde romarna att staden skulle förstöras, men efter medling från Massilia benådades staden. Fokaia blev en fristad under Pompejus, men eftersom romarna nu på allvar hade etablerat sig i Mindre Asien blev staden i fortsättning aldrig mer betydande annat än som handelsstad. Staden tappade i betydelse när dess hamn gradvis slammades igen, och invånarna flyttade ut.

### Senare tid
Huvudartikel: Foça
Fokaia kontrollerades under en kort period av Benedetto Zaccaria, Republiken Genuas ambassadör till Bysans, och Zaccaria samlade på sig stora rikedomar från sina egendomar där. Staden var en genuesisk koloni tills den erövrades av det Osmanska riket år 1455. Den är ett titulärstift i katolska kyrkan.

## Myntslagning

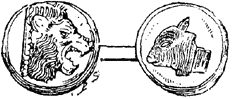
Mynt från Fokaia, dock inte med sälprägling

Fokaierna var förmodligen, efter lydierna, bland de första folken i världen att tillverka och använda mynt som pengar. Stadens tidigaste mynt var gjorda av elektrum, en naturlig legering av silver och guld. British Museum har i sina samlingar ett fokaiskt mynt med en bild av en säl från cirka 600–550 f.Kr.  Fokaierna fortsatte slå egna mynt långt in i romersk tid.

## Fotnoter
1. ↑  Strabon: Geographia 13.1.2.
2. ↑  Titus Livius: Roms historia xxxvii. 31
3. 1 2 3 4  ”Phokäa.”. Pierer's Universal-Lexikon. 26 februari 1857. http://www.zeno.org/Pierer-1857/A/Phok%C3%A4a?hl=phokaa.
4. ↑  ”Phokäa”. Meyers Großes Konversations-Lexikon. 26 februari 1905. http://www.zeno.org/Meyers-1905/A/Phok%C3%A4a.
5. ↑  Pausanias: Beskrivning över Grekland 7.3.10.
6. ↑  ”Phocaea.”. Classic Encyclopedia. 26 februari 1911. Arkiverad från originalet den 28 november 2011. https://web.archive.org/web/20111128095923/http://www.1911encyclopedia.org/Phocaea. Läst 18 oktober 2009.
7. 1 2  Richard Stillwell (26 februari 1976). ”Phokaia”. The Princeton Encyclopedia of Classical Sites. Red. Richard Stillwell, William L. MacDonald och Marian Holland McAllister. Arkiverad från originalet den 3 oktober 2009. https://web.archive.org/web/20091003165748/http://old.perseus.tufts.edu/cgi-bin/ptext?doc=Perseus%3Atext%3A1999.04.0006.
8. 1 2 3  ”Phocaea.”. Encyclopædia Britannica Online. 26 februari 2009. http://www.britannica.com/place/Phocaea. Läst 18 oktober 2009.
9. ↑  Herodotos (2004). Historia. Stockholm: Norstedts. sid. 85–86. ISBN 91-7263-533-9
10. ↑  Gösta Säflund (1963). Heraklidernas återkomst. Stockholm: Bonniers. sid. 78–79
11. ↑  Herodotos, sid. 21.
12. ↑  Herodotos, sid. 86.
13. ↑  Herodotos, sid. 86–87.
14. ↑  Herodotos, sid. 87.
15. ↑  Herodotos, sid. 364–366.
16. ↑  C. Michael Hogan (23 januari 2008). ”Cydonia”. The Modern Antiquarian. http://www.themodernantiquarian.com/site/10881/cydonia.html#fieldnotes.
17. 1 2 3 4 5  ”Phocæa”. Catholic Encyclopedia. https://en.wikisource.org/wiki/Catholic_Encyclopedia_%281913%29/Phoc%C3%A6a. Läst 18 oktober 2009.
18. ↑  På grekiska betyder "foke" (Φώκη) "säl", British Museum: "Electrum stater with a seal".